# Posadas (Argentína)
Posadas (korábbi nevén: Trinchera de San José) az argentin Misiones tartomány és azon belül Capital megye székhelye.

## Földrajz
A város Argentína északkeleti, Misiones tartomány nyugati részén található a paraguayi határon, a Paraná folyó bal partján. A folyó, amely itt jelentősen elkezd kiszélesedni, keletről és északról határolja Posadast, de még a város nyugati szélét is egy öböl zárja le. A település keleti szélétől indul a több mint 2,5 km hosszú San Roque González de Santa Cruz híd, amely határátkelő a paraguayi Encarnación város felé. Posadas nyugati szomszédságában található a Libertador General José de San Martín nemzetközi repülőtér.
Szinte az egész település utcahálózata négyzetrácsos, és ez a szerkezet különösképpen megfigyelhető a belvárosban, amely majdnem négyzet alakú: észak–déli irányban 14, kelet–nyugati irányban 13 négyzet alakú tömbből áll. Minden oldalát olyan utak határolják, amelyek közepén többszörös fasor húzódik.

## Története
Bár a város csak a 19. században jött létre, története végső soron 1615. március 25-én kezdődött, amikor a jezsuita Roque González de Santa Cruz atya megalapította a Nuestra Señora de la Anunciación de Itapúa nevű redukciót, amely a térségben élő guarani indiánok keresztény hittérítését segítette. 1621-ben ez a misszió átköltözött a mai Paraguay területére, oda, ahol most Encarnación városa áll, Posadassal szemben a folyó túlpartján. 1767-ben azonban III. Károly spanyol király kiűzte a jezsuitákat minden spanyol területről, így innen is, ezzel párhuzamosan pedig létrehoztak egy gyarmati tartományt is, amelyhez a mai Posadas területe is tartozott: ennek fővárosa Candelariában volt.
Az 1810-es májusi forradalom során Tomás de Rocamora ideiglenes kormányzó kinyilvánította a tartomány csatlakozását a függetlenségi mozgalomhoz, egyúttal átnevezték a tartományt Misiones forradalmi tartományra. Ugyanezen év decemberében Manuel Belgrano tábornok, útban a paraguayi területek felé, kiadott egy misionesi lakosokra vonatkozó szabályozást, amely a helyi alkotmányosság első előzményének tekinthető, valamint létrehozott egy őrállást a ma Posadas területén található Rinconada de San José nevű helyen.
1811-ben az asuncióni és a Buenos Aires-i junta olyan megállapodást kötött, amelynek értelmében Misiones egy része, benne Posadas területe is paraguayi fennhatóság alá került, viszont 1814-ben, amikor Gervasio Antonio Posadas megalapította Corrientes tartományt, hivatalosan ehhez a tartományhoz csatolták, igaz, még a paraguayi hadsereg tartotta megszállva. Az argentinok akkor vették át felette a hatalmat, amikor 1815-ben Andresito Guazurarí guarani és argentin harcosaival a candelariai csatában győzelmet aratott.
1840 körül a paraguayi diktátor, Gaspar Rodríguez de Francia, hogy a térség kereskedelmi útvonalait védje, felépíttetett egy védelmi vonalat, felhasználva a korábbi jezsuita telepek romjainak falait is. Az elkészült kőfal mintegy 2,5 km hosszan húzódott a mai város határán. A Rinconada de San José és a „lövészárok” (védvonal) jelentésű trinchera szóból alkották meg így a hely új nevét, a Trinchera de San José nevet.
1870-ben, a hármas szövetség háborúja után a településen főleg kreolok (egykori katonák és kereskedők) laktak, kiegészülve újonnan érkező spanyolokkal, akiknek köszönhetően a település a kikötő irányából a mai belváros felé kezdett terjeszkedni. 1870. november 8-án a corrientesi kormányzat létrehozta Candelaria megyét, amelynek igazgatási központjául Trinchera de San Josét jelölte ki: hivatalosan csak ekkor jött létre a település. Az első téglagyár 1872-ben létesült, ezután pedig megindultak a nagyobb léptékű építkezések. Az első községi választásokat 1872. október 13-án tartották. A település a Posadas nevet 1879-ben kapta meg a korábban említett Gervasio Antonio Posadas tiszteletére.

## Népesség
| 2001 | 252 981 |
| 2010 | 275 988 |

## Turizmus, látnivalók
A városban nincsenek régi műemlékek, de néhány turisztikailag érdekes hely azért akad, és a kulturális élet is jelentős. A Paraná folyó partján sétányt alakítottak ki, a vízben pedig egy kis, kör alakú mesterséges szigetet is létesítettek, ahol Andresito Guazurarí óriásszobrát állították fel. Található a városban botanikus kert, néhány park (Parque de la Ciudad, Parque República del Paraguay), terei közül legismertebbek a Július 9. tér és a San Martín tér, épületei közül pedig a Szent József-székesegyház, a kormányzati palota, és két híres piac is található itt, a La Placita és a Mercado del Puente.
Több múzeum is bemutatja a város és a jezsuiták történelmét, van több színház is, és jellegzetes a Centro del Conocimiento nevű kulturális központ. Számos bár, vendéglő, kocsma, kaszinó és táncos szórakozóhely is található Posadasban, a Paraná folyón pedig lehetőség van horgászatra, kenuzásra vagy motorcsónakos kirándulásokra is.

## Képek

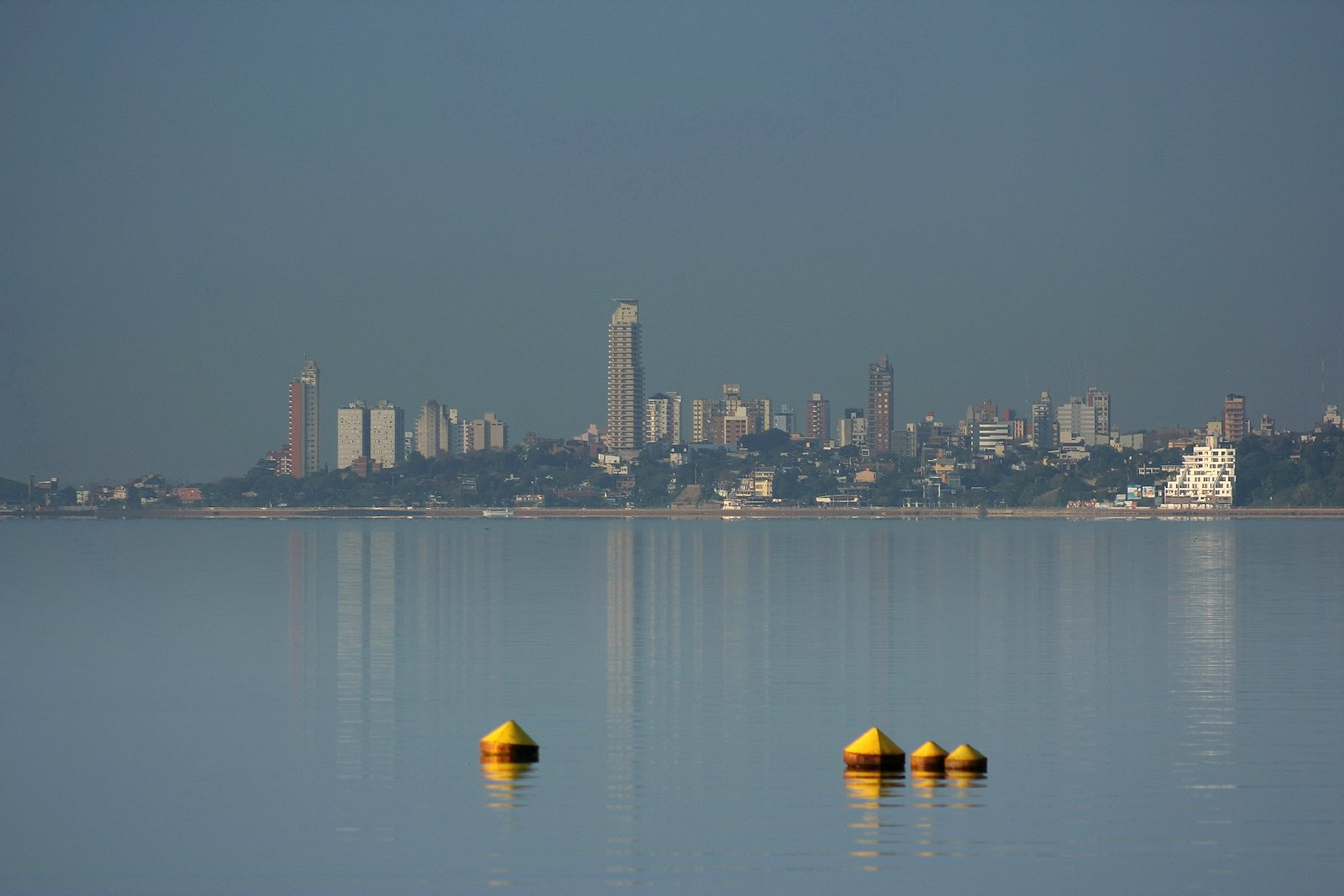
Posadas a Paraná felől nézve
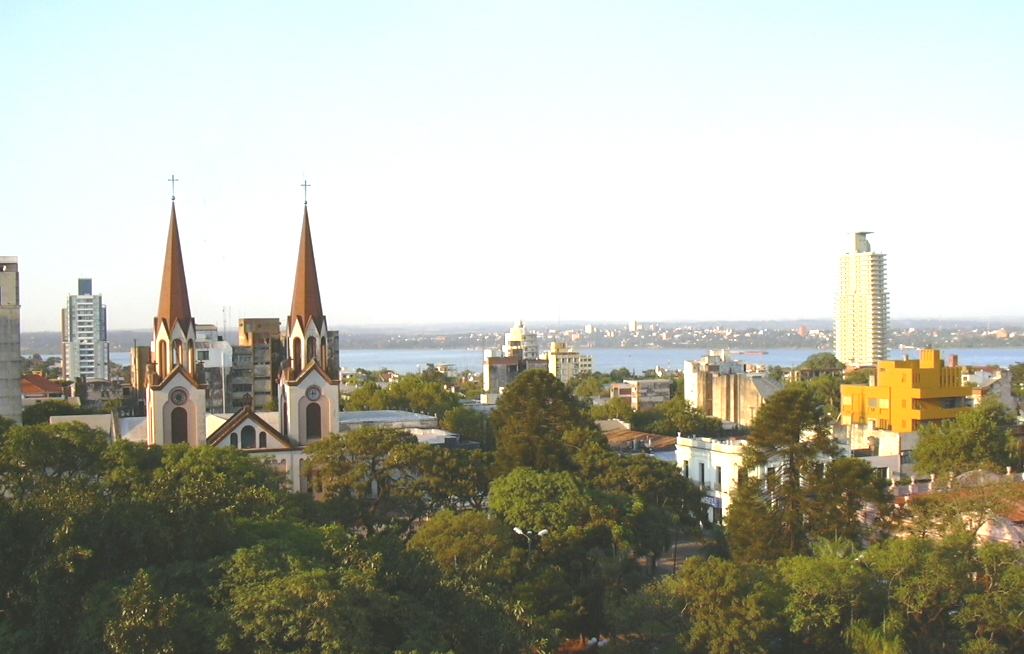
Részlet a belvárosból a Szent József-székesegyházzal
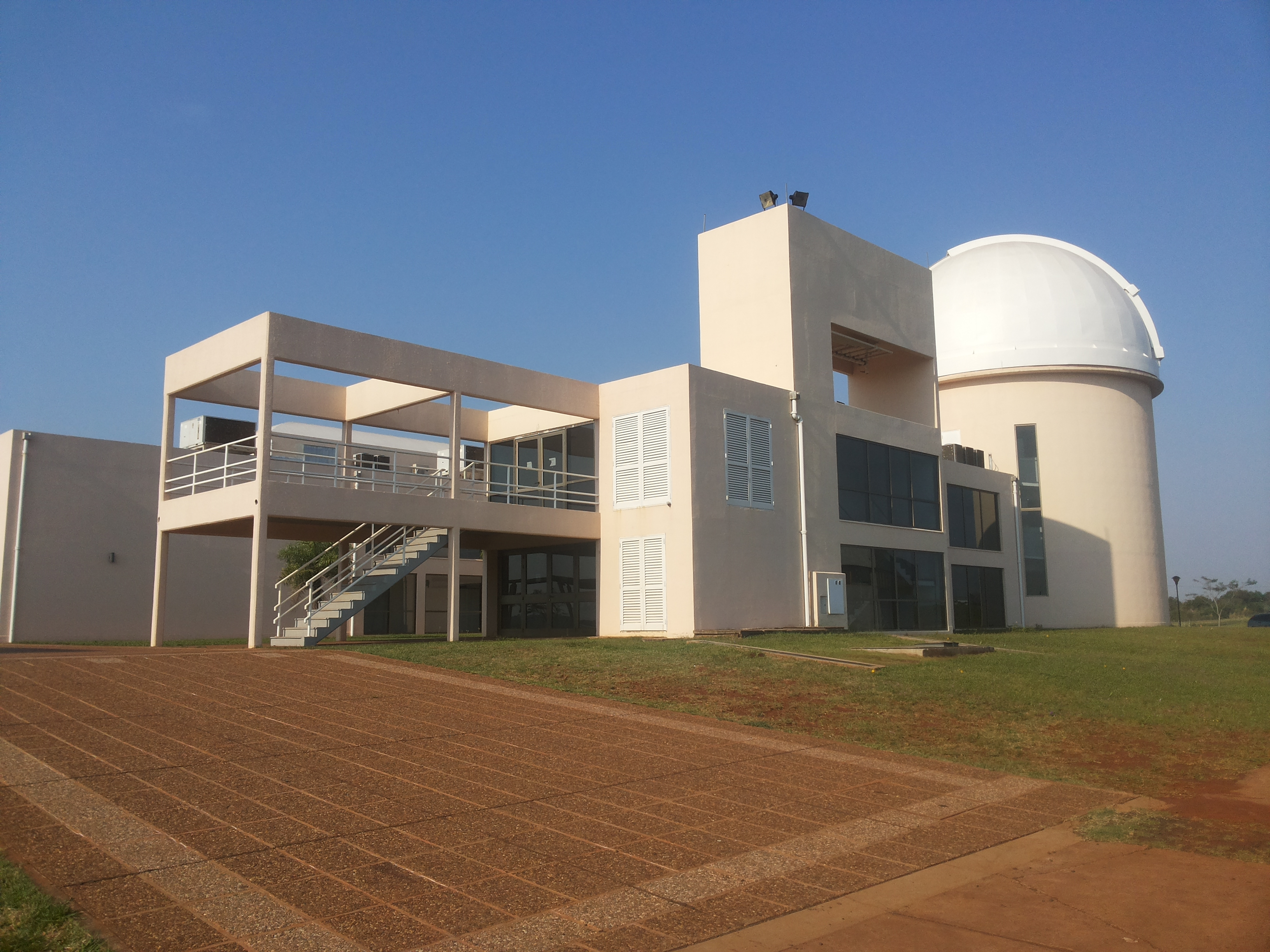
A Parque del Conocimiento